# 王鬷
王鬷（?—?），字总之，宋朝赵州临城县（今河北省临城县）人。宋仁宗时参知政事。
宋真宗时中进士，担任婺州观察推官。历任秘书省著作佐郎、知祁县，通判湖州，再任权三司户部判官。出使契丹国回朝，判都磨勘司。以尚书度支员外郎兼侍御史知杂事，请取消不急的土木工程，改任三司户部副使。与枢密使曹利用关系匪浅，曹利用获罪，王鬷出任知湖州、苏州。回京任三司盐铁副使、权判吏部流内铨，转任刑部，知益州。为政不苛察，转任右谏议大夫，景祐四年（1037年）同知枢密院事。景祐五年（1038年），拜参知政事，宝元二年（1039年），为尚书工部侍郎、知枢密院事。康定元年（1040年），西夏元昊犯边，宋仁宗多次询问边事，王鬷不能回答。对西夏用兵失利，议刺乡兵，历久未决，于是罢知河南府。不久，暴病而亡，时年六十四岁，赠户部尚书，谥号忠穆。

## 延伸阅读
[在维基数据编辑]
 《宋史·卷291》，出自脱脱《宋史》